# مواطن أمريكي
مواطن أمريكي هو فيلم كوميدي رومانسي أمريكي صامت عام 1914 أخرجه جيمس سيرل داولي. الفيلم جدير بالملاحظة باعتباره أول فيلم روائي طويل لجون باريمور. تم توزيع الفيلم من قبل شركة فيمس بلايرز، وهو يستند إلى مسرحية برودواي التي تحمل الاسم نفسه للكاتب مادلين لوسيت رايلي عام 1897، يعتبر الفيلم ضائع ولا توجد أي نسخة متاحة.

## روابط خارجية
- مواطن أمريكي  في قاعدة بيانات الأفلام على الإنترنت (بالإنجليزية)
- مواطن أمريكي على موقع أول موفي.
- مواطن أمريكي في قاعدة بيانات تيرنر كلاسيك موفيز للأفلام.
- Famous Players - ad (archived)
- glass slide (archived)
- An American Citizen: An Original Comedy in Four Acts by Madeleine Lucette Ryley